# Coqueiro Baixo
Coqueiro Baixo är en kommun i Brasilien.   Den ligger i delstaten Rio Grande do Sul, i den södra delen av landet, 1 500 km söder om huvudstaden Brasília. Antalet invånare är 1 528.
I omgivningarna runt Coqueiro Baixo växer i huvudsak städsegrön lövskog. Runt Coqueiro Baixo är det ganska glesbefolkat, med 27 invånare per kvadratkilometer.